# Savotta (концерн)
Savotta — финская семейная компания, которая производит снаряжение, предназначенного для туризма и армии, включая палатки, рюкзаки и походные сумки. Компания была основана в 1955 году. По состоянию на 2022 год на предприятии работало около 140 сотрудников.
С 1960‑х годов снаряжение Savotta используется Силами обороны Финляндии. Для нужд оборонного ведомства фирма изготавливала, в частности, разгрузочные жилеты, рюкзаки и палатки.

## Структура концерна
- Finn‑Savotta Oy головная компания концерна.
  - Finn‑Savotta Systems Oy дочерняя компания Finn‑Savotta Oy, отвечающая за развитие технологий и производства.

- Savotta OÜ  дочерняя компания Finn‑Savotta Oy, управляющая производственным предприятием концерна в столице Эстонии Тарту.

Общее число сотрудников в Финляндии и Эстонии превышает 200 человек; 97 % используемых материалов поставляются из стран ЕС, производство осуществляется исключительно в Евросоюзе (Финляндия, Эстония, некоторые позиции в Польше), с контролем качества на базе центрального офиса в Карстуле.

## История
Компания была основана в 1955 году Алланом и Мариаттой Хальме под названием Pylkönmäen Nahkatyö в деревне Пылкёнмяки, примерно в 30 км от нынешнего местоположения штаб‑квартиры  в городе Карстула . Первоначально предприятие изготавливало прочные изделия для лесозаготовок  перчатки, сумки и рюк
заки. Мотивационным девизом основателя стал лозунг: «фин. Tehdään niin että kestää!» — «Делаем так, чтобы выстояло», что позднее эволюционировало в фирменный слоган и философию бренда: англ. Made to endure — «Сделано, чтобы выстоять».
В 1960-х годах фирма сменила название на Savotta Retkeilyväline и переехала в Карстулу. Ассортимент расширился: появились туристические палатки, жёсткие рюкзаки с внешней рамой. Именно в этот период началось сотрудничество с Силами обороны Финляндии.
В 1970-х годах название компании окончательно преобразовано в Finn‑Savotta Oy. Дочери основателей Анита и Риитта управляли бизнесом до 2016 года, после чего владельцами стали их дети  Элмо и Юлиус.